# Ківер

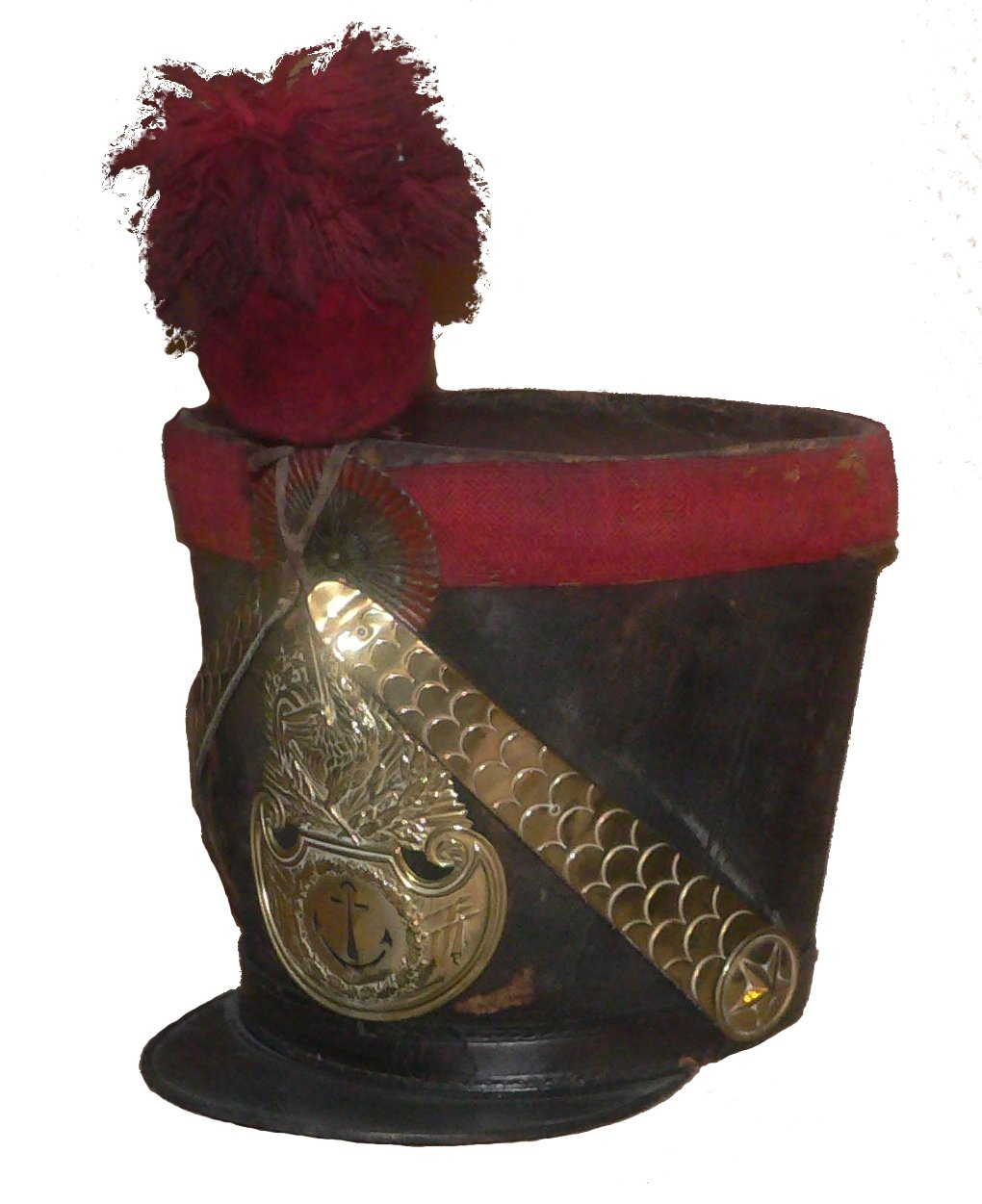
Чако французького морського піхотинця, 1829 рік

Кі́вер, заст. кивер, (рос. кивер) або ча́ко (угор. csákó) — шкіряний військовий головний убір європейських армій XVIII—XIX століть.

## Історія
Російське слово кивер походить від д.-рус. киверъ, яке відоме щонайменше з 1378 року. Первісно означало воно тюрбан або весільний вінець. Походження слова остаточно не з'ясоване, за однією з версій, воно запозичене через посередництво якоїсь субстратної волзько-фінської мови з прибалтійсько-фінських мов (пор. ест. küvar — «капелюх, шапка», фін. kypäri), де воно має балтійське походження (пор. лит. kepure, латис. cepure — «шапка», споріднені з прасл. *čepьcь). Менш ймовірні пов'язання з церк.-слов. киворь («кубок у вигляді бобового стручка», що походить від сер.-грец. κιβώριον), з прасл. *kyvati, з ниж.-нім. kiever («вилиця»), з грец. κίδαρις («вид перського тюрбана»).
Слово чако походить від угор. csákós süveg («шапка із козирком»), яка була частиною уніформи угорських гусар у XVIII ст. Приблизно з межі XVIII і XIX століть розпочалося використання цього головного убору в більшості армій Європи та Америки. Розповсюдження головного убору відбулося в тому числі числі завдяки Наполеонівським війнам. Наприклад, у той час португальська армія екіпірувалася за зразком британської. У британців використовувалися чака зразка 1800 року, а з 1810 року його запозичили і португальські добровольці гарнізону Лісабона. Крім того, португальці мали чака власної конструкції (зразок 1806 року), які використовувалися артилеристами. Вони були основою для британського чака «Ватерлоо».
Чако розглядалося як заміна бікорна (дворогого капелюха із загнутими крисами). Зроблене з міцної повсті та шкіри. Конструкція захищала від прямого удару шаблі по голові, а козирок закривав очі від сонця. Проте чака дуже погано захищали від поганих погодних умов, наприклад дощу. Сукняна чи повстяна частина легко промокала, доводилося шити зі шкіри спеціальні накриття на голову.
У середині XIX ст. з'явилися інші головні убори, які почали витісняти чако, наприклад, пікельхельм (німецький гостроконечний шолом) та кепі (зменшений варіант чака). Вже після наполеонівських воєн, у часи миру, чако було зручним хіба що для парадів через свою непрактичність. Наприклад, чако британських офіцерів мало максимальну висоту 11 дюймів (майже 28 см)
У Російській імперії чако використовувалися з 1803 по 1846 рік. До Першої світової війни збереглося використання чака лише в кінно-гренадерських підрозділах. Натомість 1864 року почали використовувати кепі, а пізніше, після франко-прусської війни, головні убори німецького типу.
Станом на 1914 рік чака (нові модифікації) використовувалися досі у кількох країнах:
- Франція: Республіканська гвардія, шасери (легка піхота), гусари та африканські шасери (кавалерійський корпус в Африканських володіннях Франції)
- Австро-Угорщина: лінійна піхота та гусари.
- Російська імперія: генерали, штабні офіцери та піхота, інженери, артилерія Лейб-гвардії.
- Бельгія: лінійна піхота, шасери, інженери, фортечна артилерія та кінні шасери.
- Данія: гусари Гвардії.
- Мексика: федеральні війська усіх родів.
- Португалія: військові кадети.
- Румунія: артилеристи.
- Італія: кінна артилерія та кадети.
- Іспанія: лінійна піхота, інженери, артилеристи та гірська кавалерія (cazadores).

У Німеччині модифікації чака використовувалися цивільної поліцією аж до 1970-х років.

## Сучасне використання
Чако досі використовується для виконання певних церемоніальних функцій у деяких підрозділах кількох країн.
- Франція: Республіканська гвардія і кадети військової школи Сен-Сір.
- Бельгія: кадети Королівської військової академії.
- Португалія: кадети двох військових навчальних закладів.
- Італія: Корпус кінної гвардії, кадети військової академії у Модені.
- Данія: Полк гвардійських гусарів.
- Іспанія: полк Королівської гвардії та 1-й піхотний полк.
- Латинська Америка: використовується теж у церемоніях у Венесуелі, Мексиці, Бразилії, Перу, Еквадорі, Уругваї, Аргентині.
- Індія: один з підрозділів саперів та мінерів.
- Південна Корея та Філіппіни: кадети.
- США: курсанти військових академій і музиканти оркестрів.

У згаданих країнах, а також багатьох інших, чако є частиною одягу музикантів оркестрів.

## Див. також

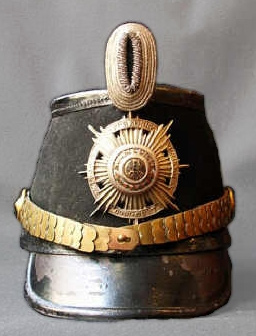
Чако прусських стрільців та єґерів
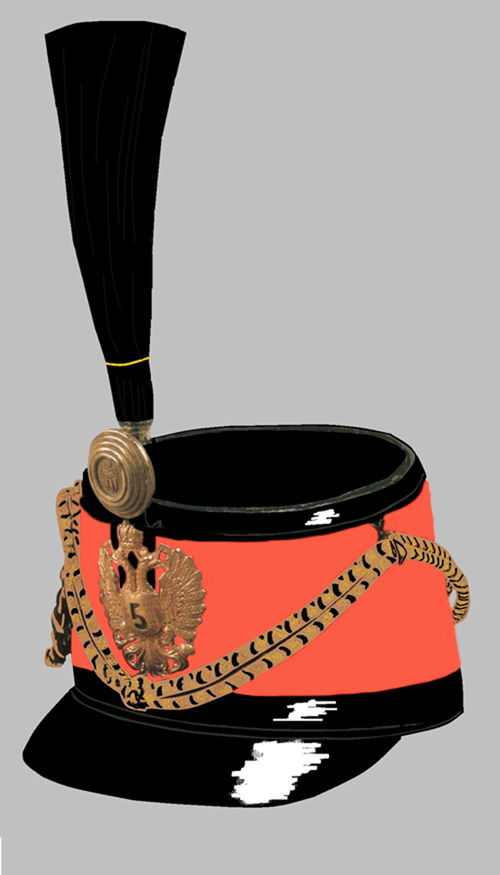
Чако угорських гусарів
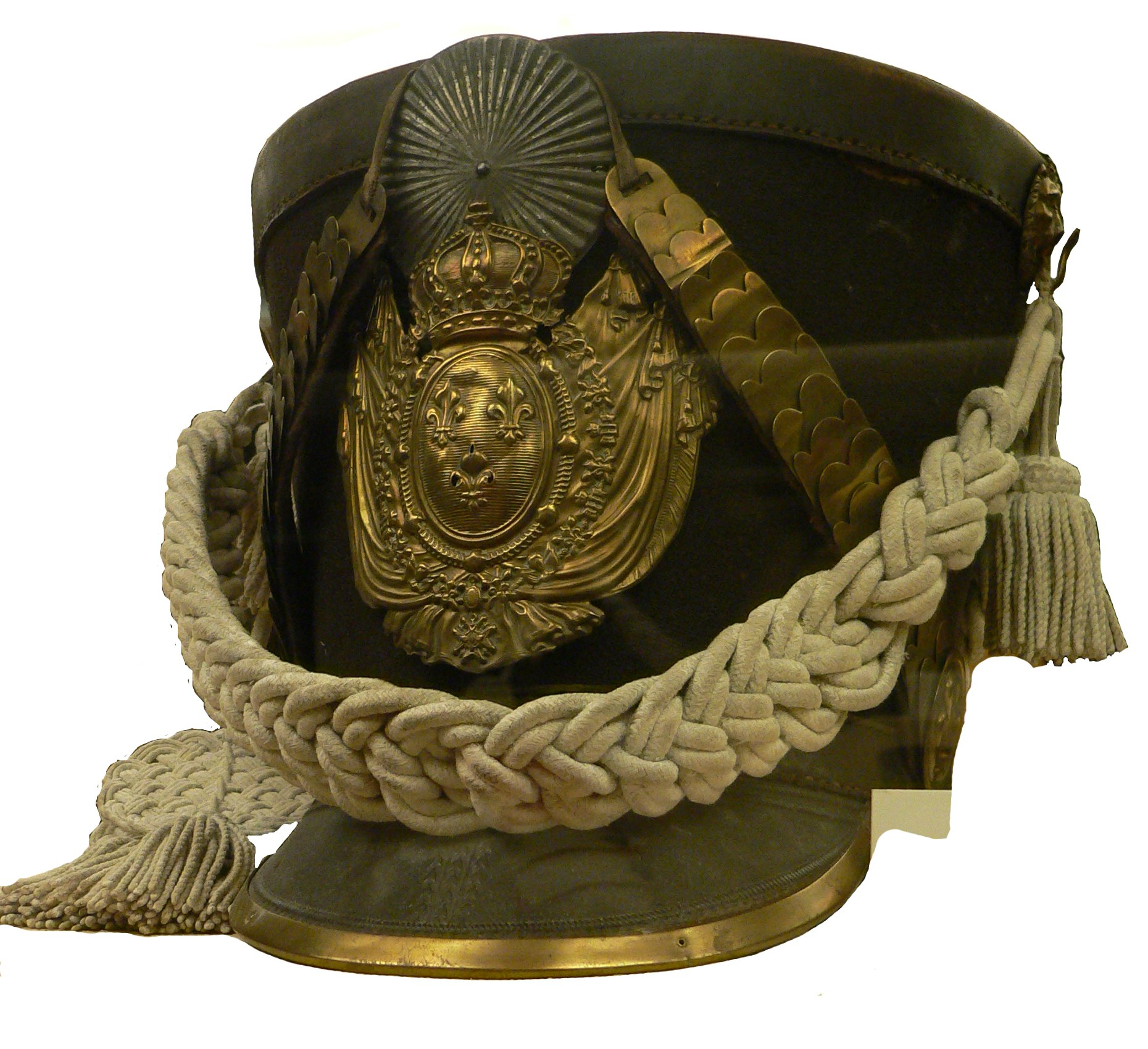
Чако французької королівської гвардії
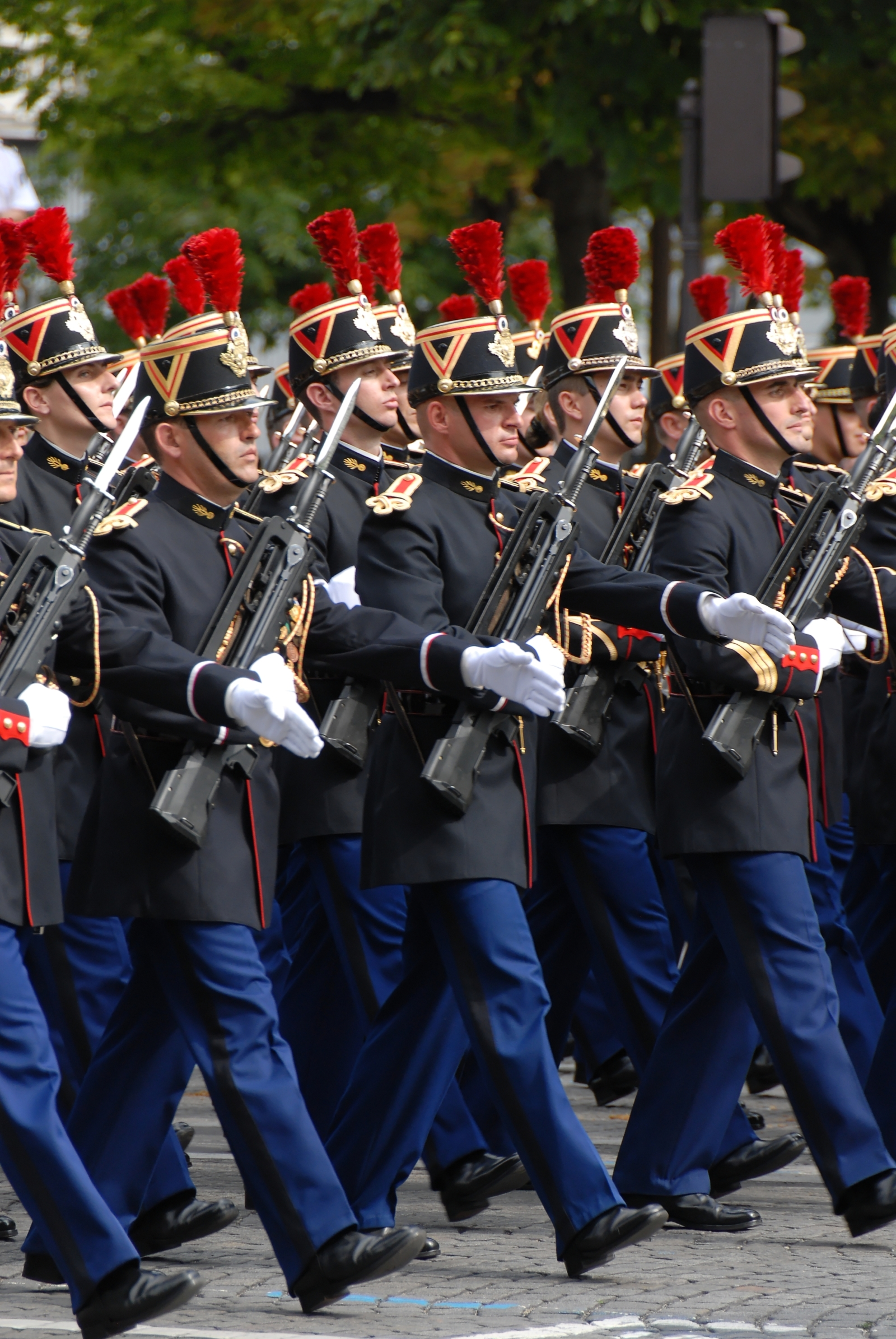
Французька Республіканська гвардія у чако
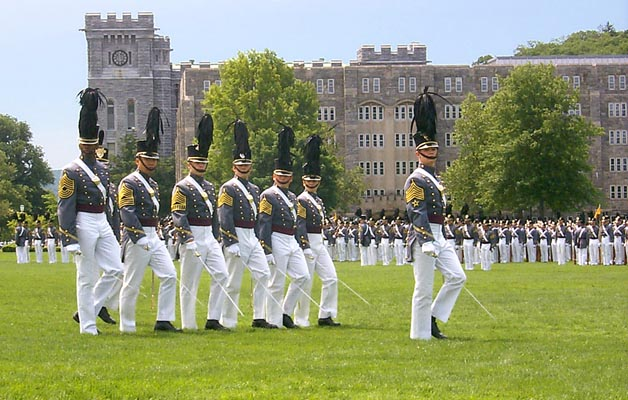
Солдати Вест-Пойнту одягнені в чако під час параду